# Muzeum Soumaya
Muzeum Soumaya (Museo Soumaya) je soukromé muzeum a nezisková kulturní instituce v Mexico City. Disponuje dvěma budovami - Plaza Carso a Plaza Loreto. Sbírka obsahuje přes 66 000 uměleckých děl ze třiceti století dějin, včetně soch z předhispánské Mezoameriky, mexického umění 19. a 20. století a rozsáhlého repertoáru děl evropských starých mistrů a mistrů moderního západního umění, jako jsou Auguste Rodin, Salvador Dalí, Bartolomé Esteban Murillo a Tintoretto. Je považována za jednu z nejúplnějších sbírek svého druhu.
Muzeum je pojmenováno po Soumaye Domitové, zesnulé v roce 1999, která byla manželkou zakladatele muzea Carlose Slima. V roce 2013 muzeum navštívilo 1,095 milionu osob, takže bylo nejnavštěvovanějším muzeem umění v Mexiku a zaujímalo 56. místo na světě. V říjnu 2015 muzeum přivítalo svého pětimiliontého návštěvníka. Muzeum navrhl architekt Fernando Romero a jeho ateliér fr·ee.

## Galerie

### 15. a 16. století

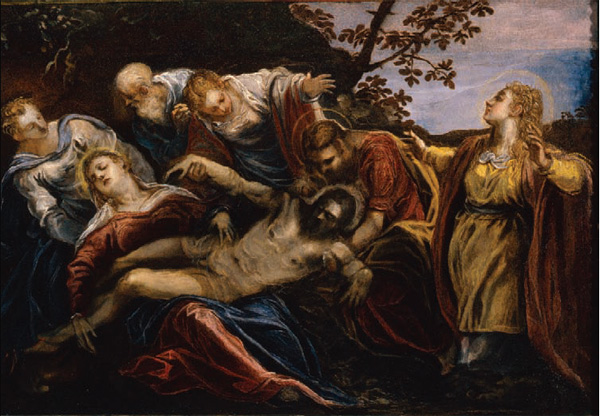
Tintoretto, Oplakávání Krista, asi 1556-59
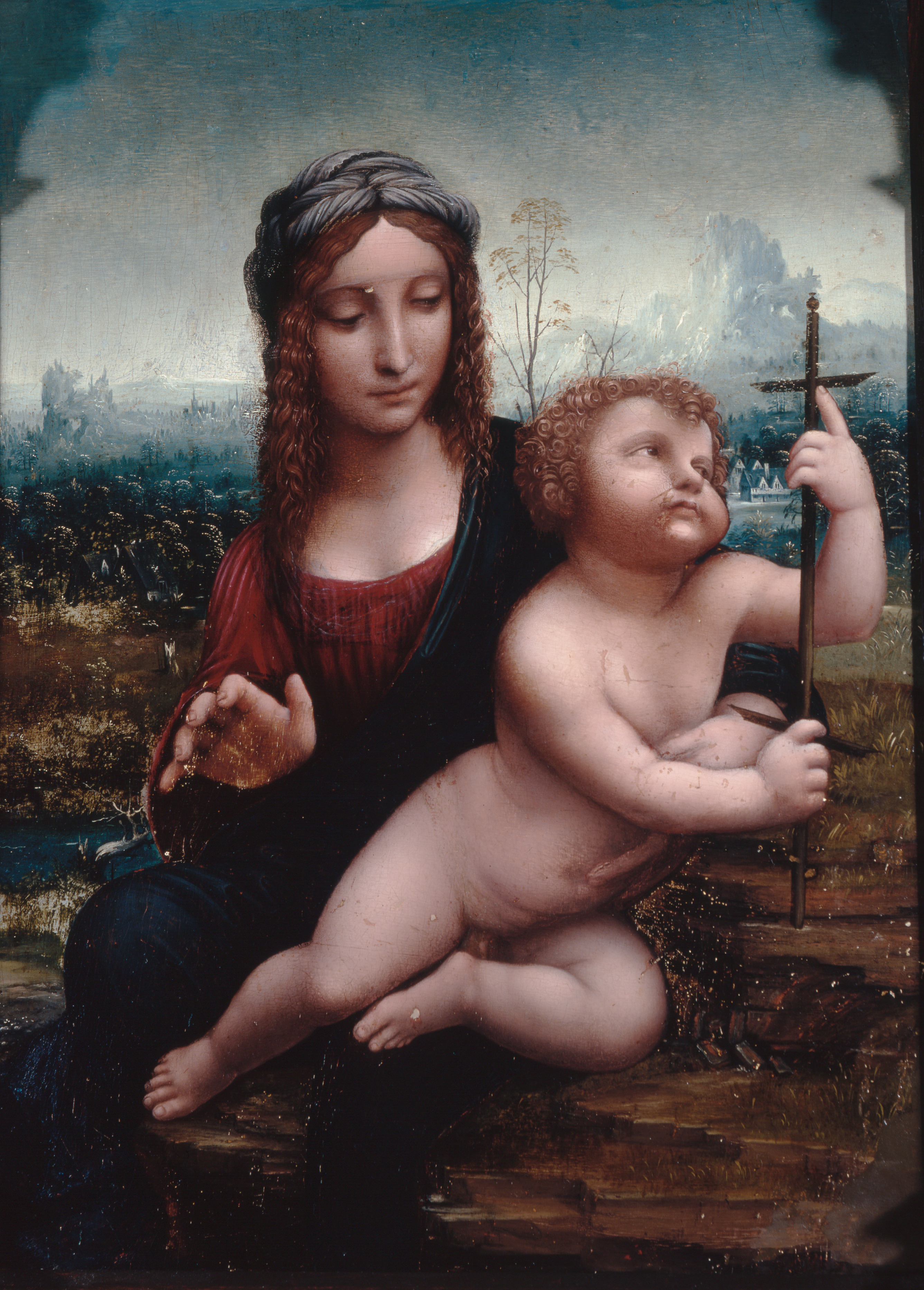
Dílna Leonarda da Vinciho, Madona s vřetenem, asi 1501-1540
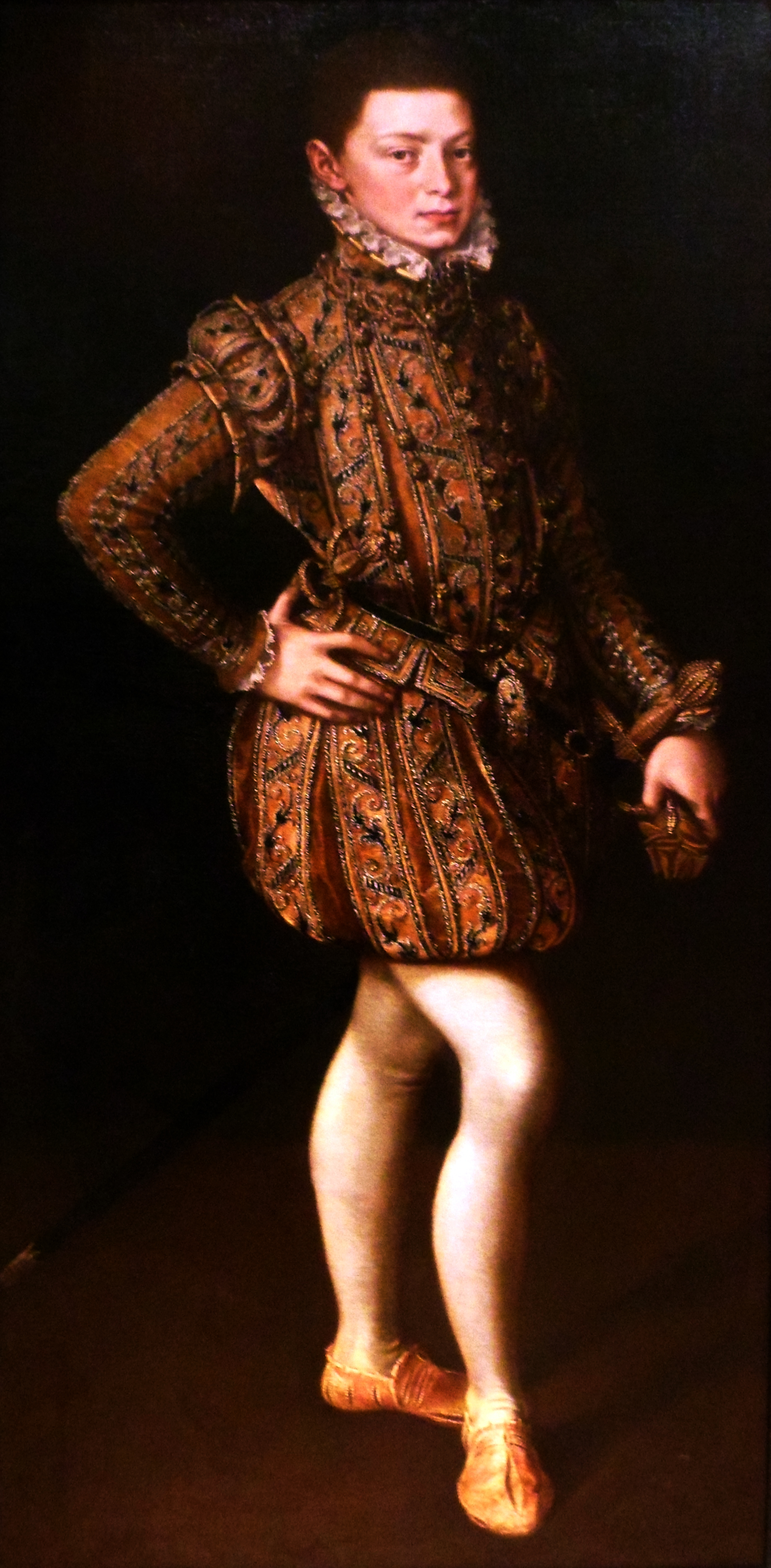
Alonso Sánchez Coello, Don Juan de Austria, 1560
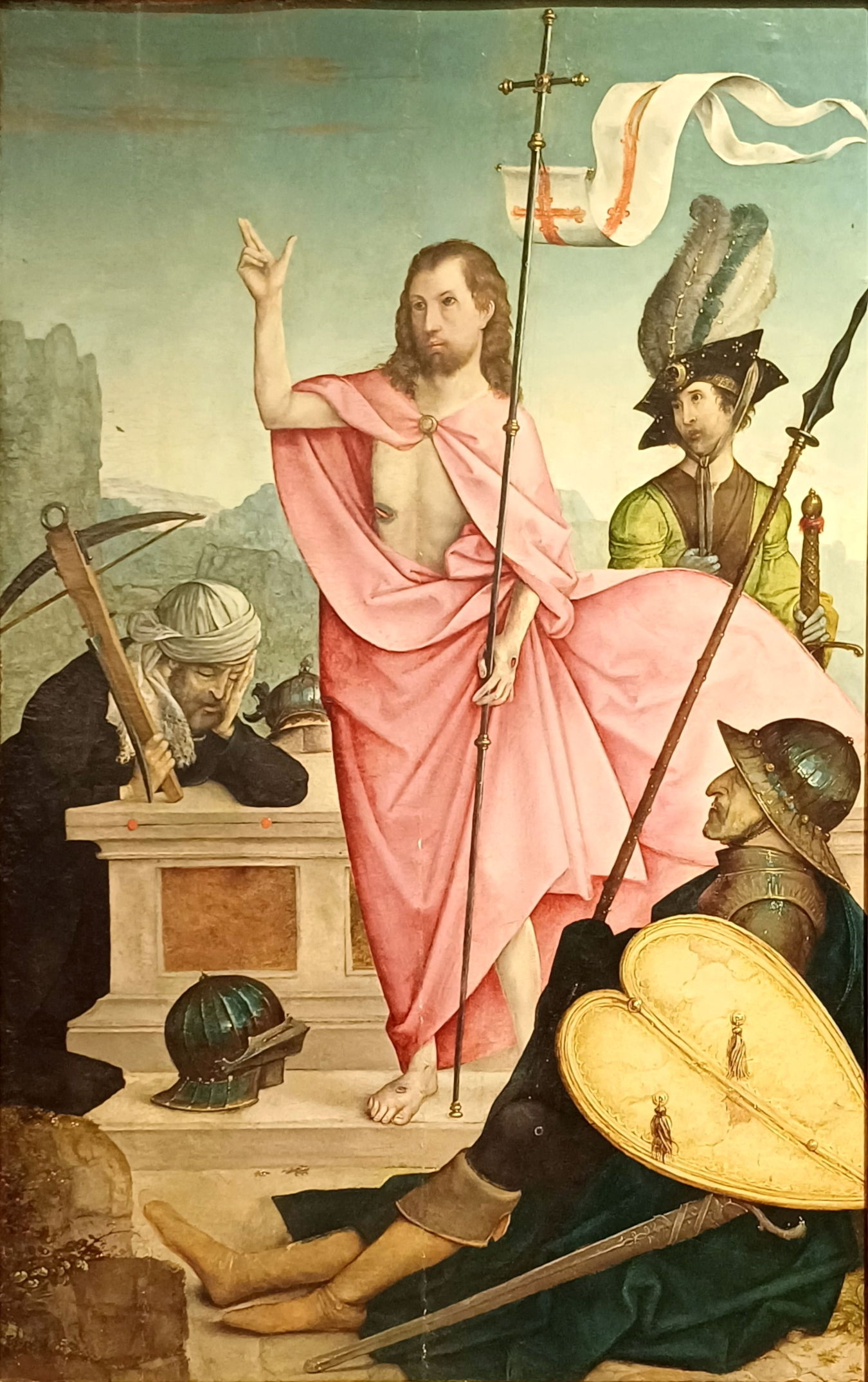
Juan de Flandes, Vzkříšení Krista, 1508
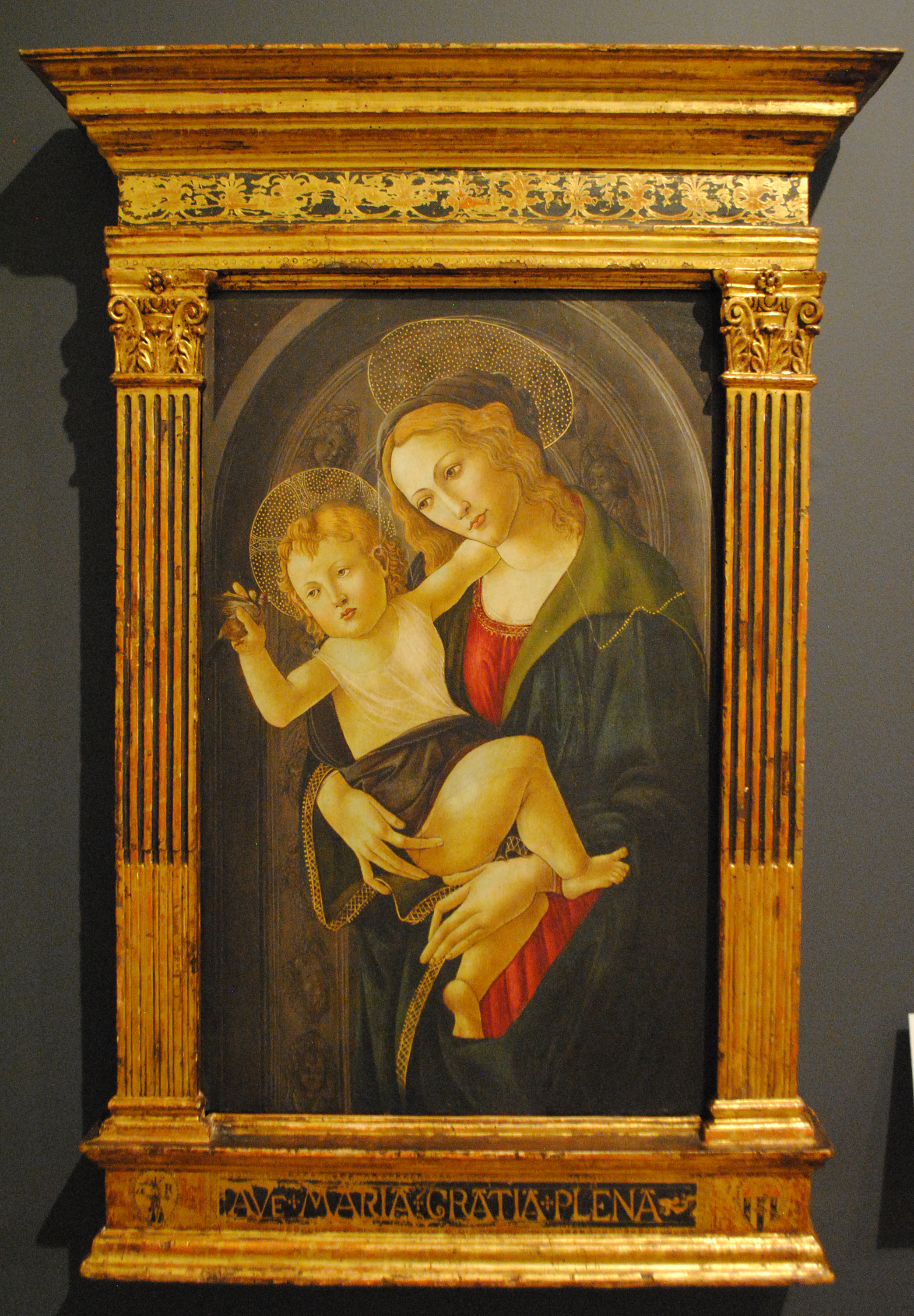
Sandro Botticelli a jeho dílna, Panna Maria s dítětem ve výklenku, 1476

### Mexické umění

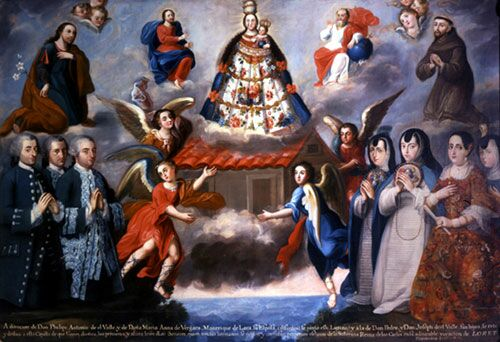
Josep Antonio de Ayala, Rodina del Valle u nohou Panny Marie Loretánské, 1769
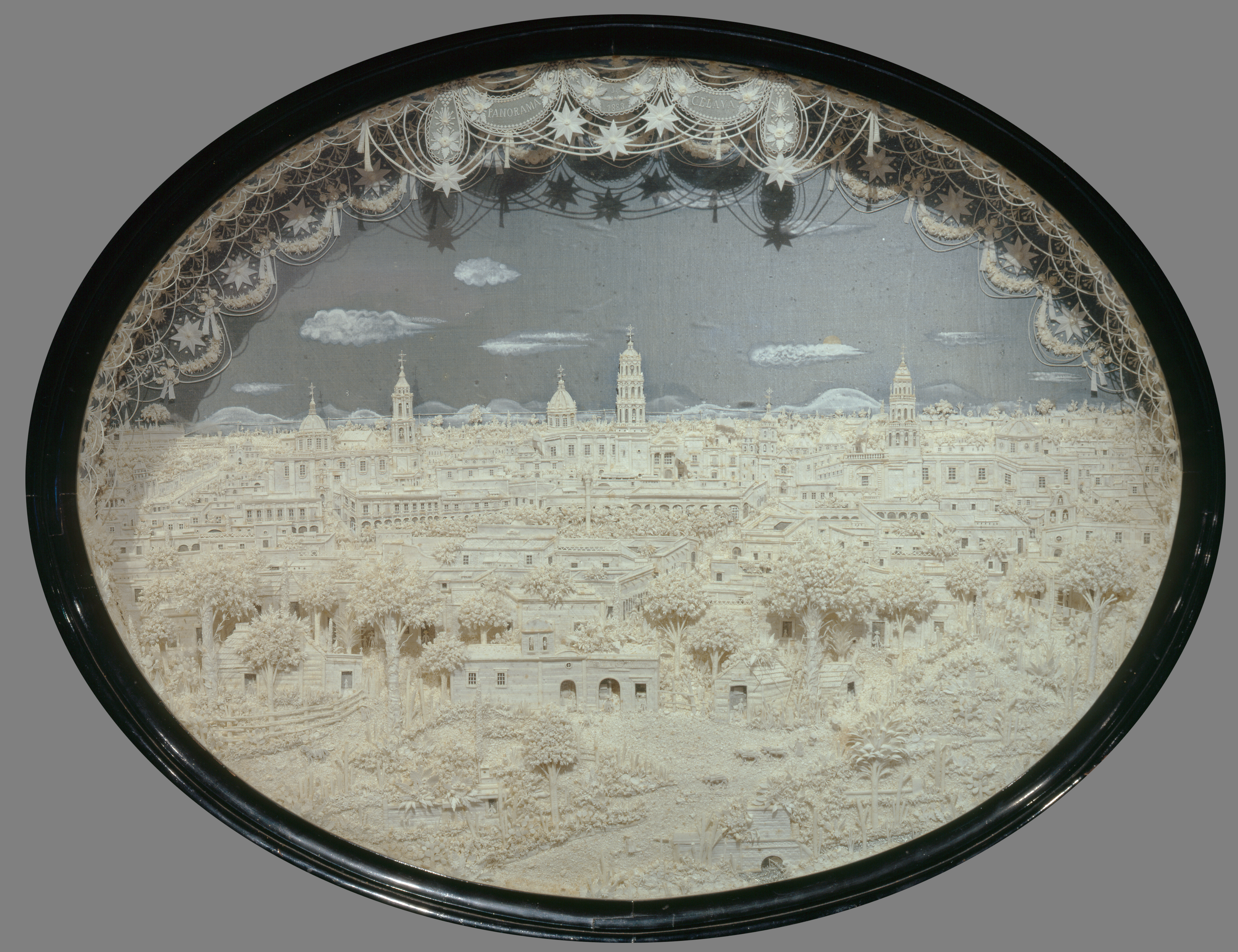
Panorama města Celaya z rýžového papíru
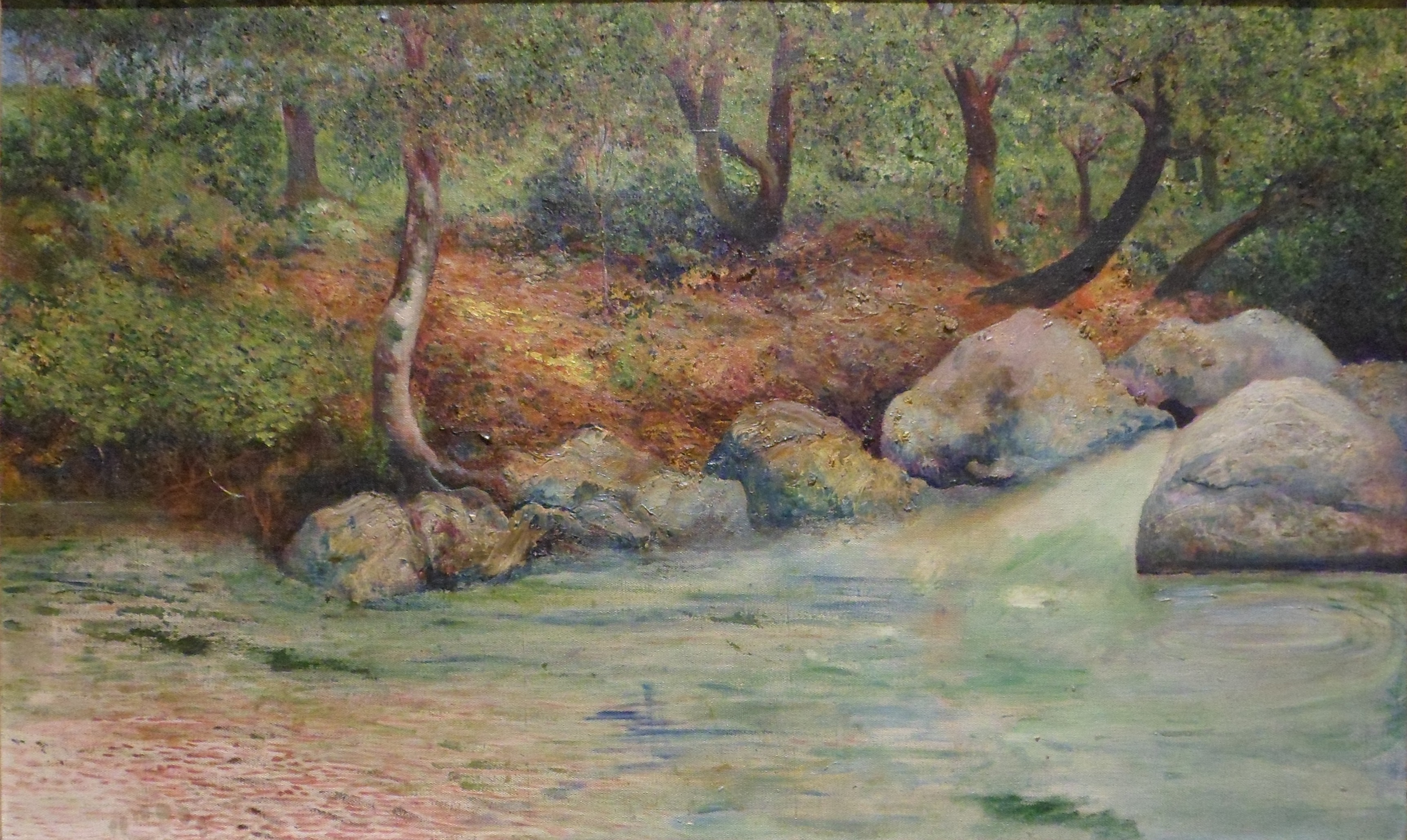
Joaquín Clausell, Krajina s lesem a řekou, počátek 20. století
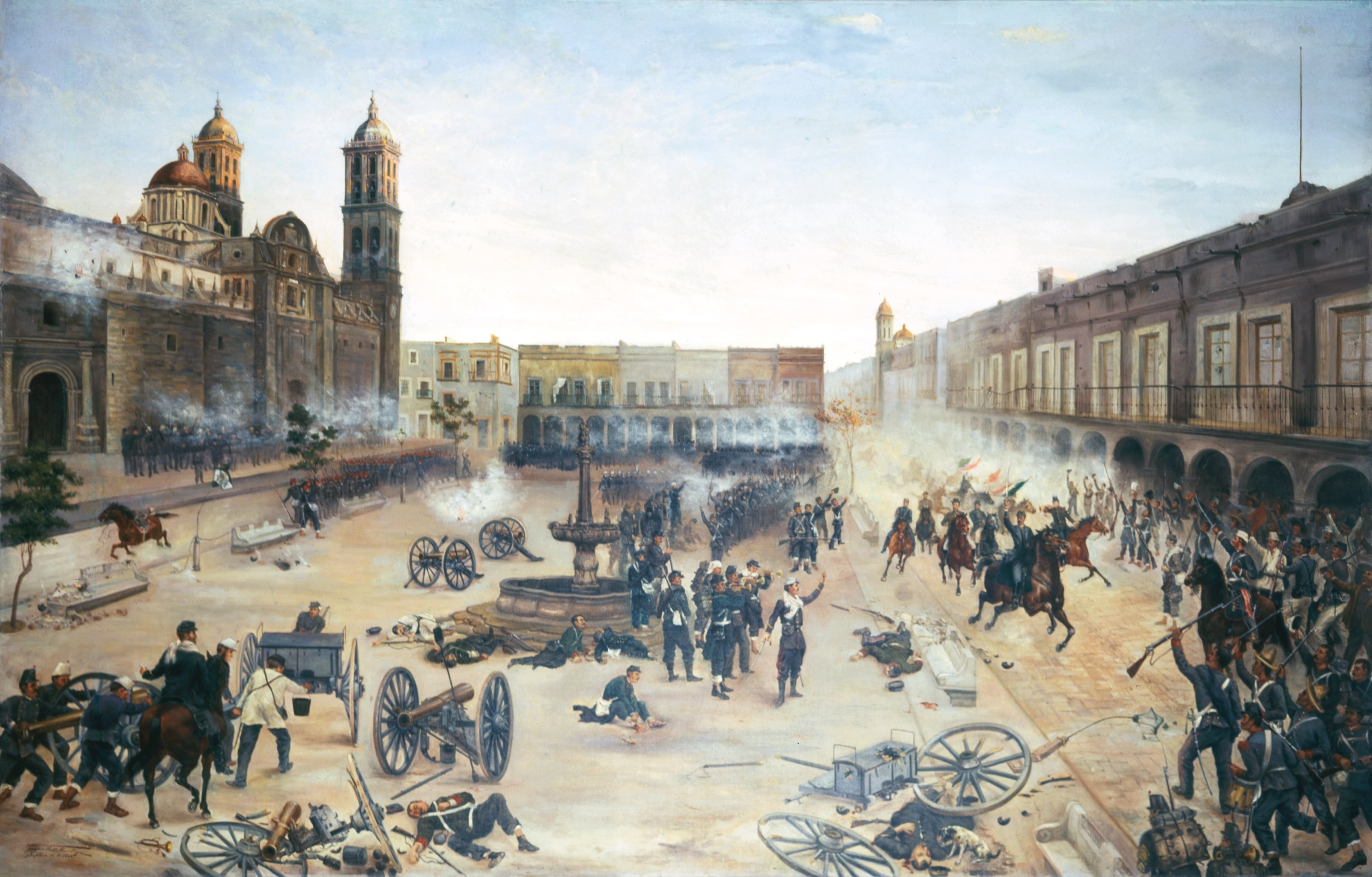
Francisco de Paula Mendoza, 2 dubna 1867. Vstup generála Porfiria Díaze do Puebly, 1902
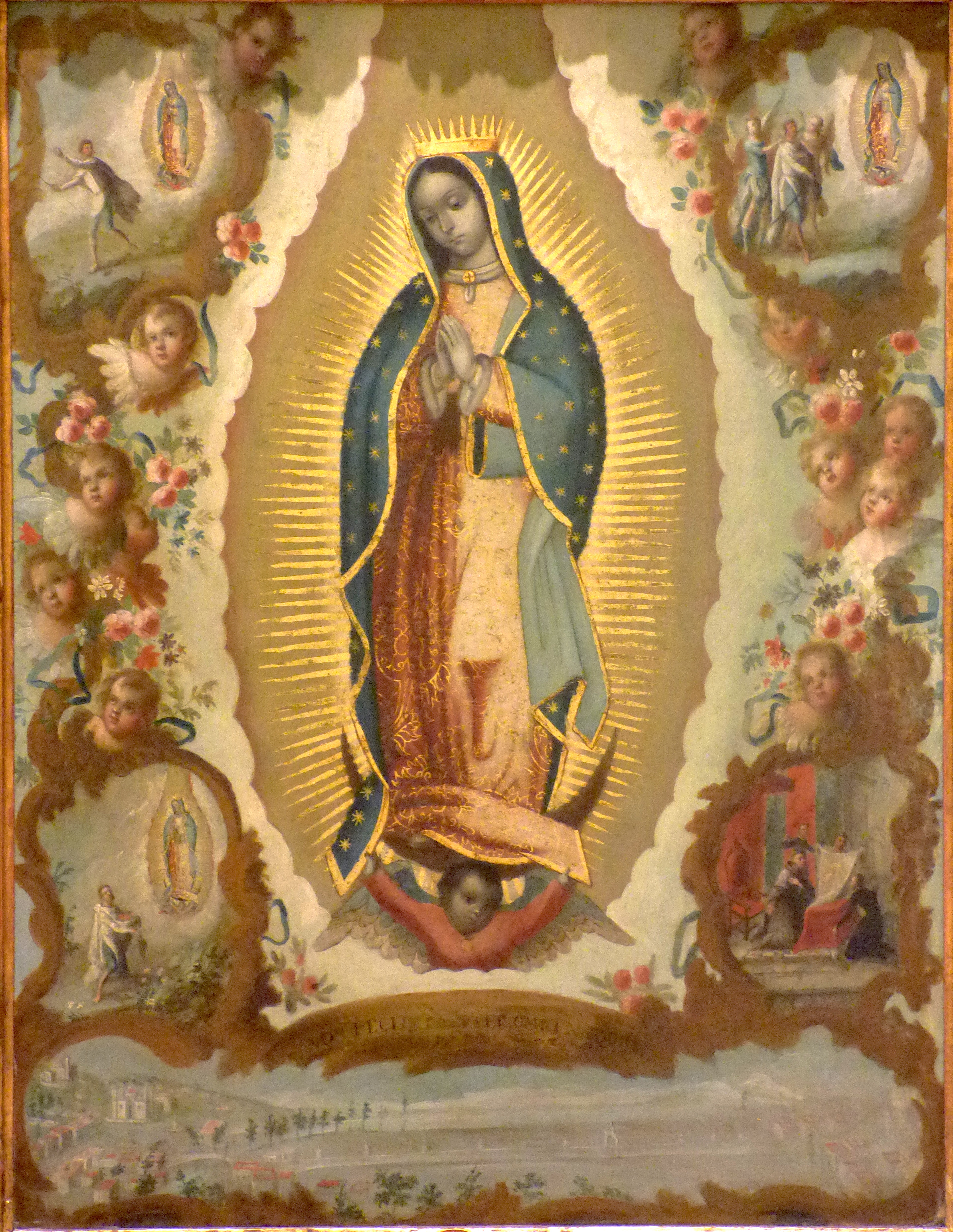
Juan de Sáenz, Panna Maria Guadalupská se čtyřmi zjeveními

### Evropští a novošpanělští staří mistři

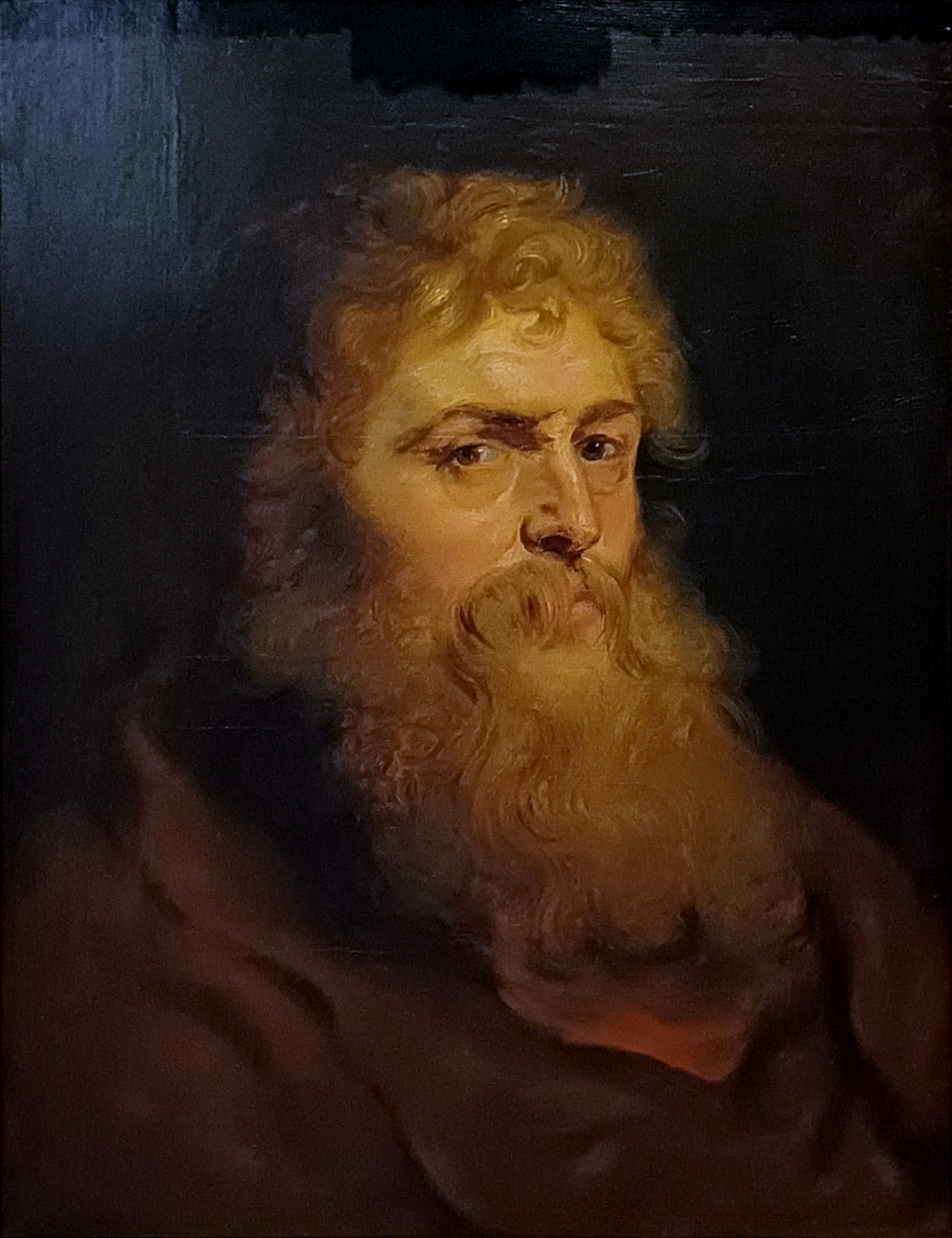
Peter Paul Rubens, Portrét vousatého muže, 1617-1618.
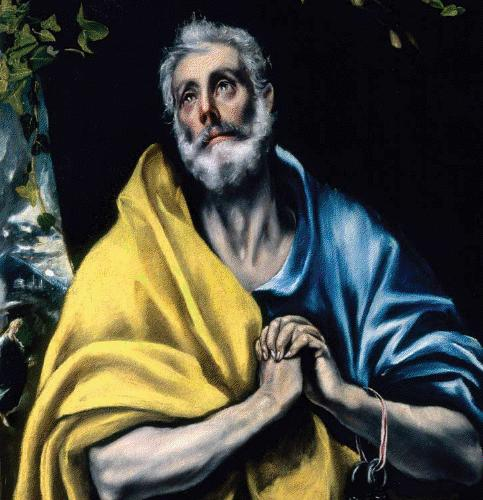
El Greco, Slzy sv. Petra
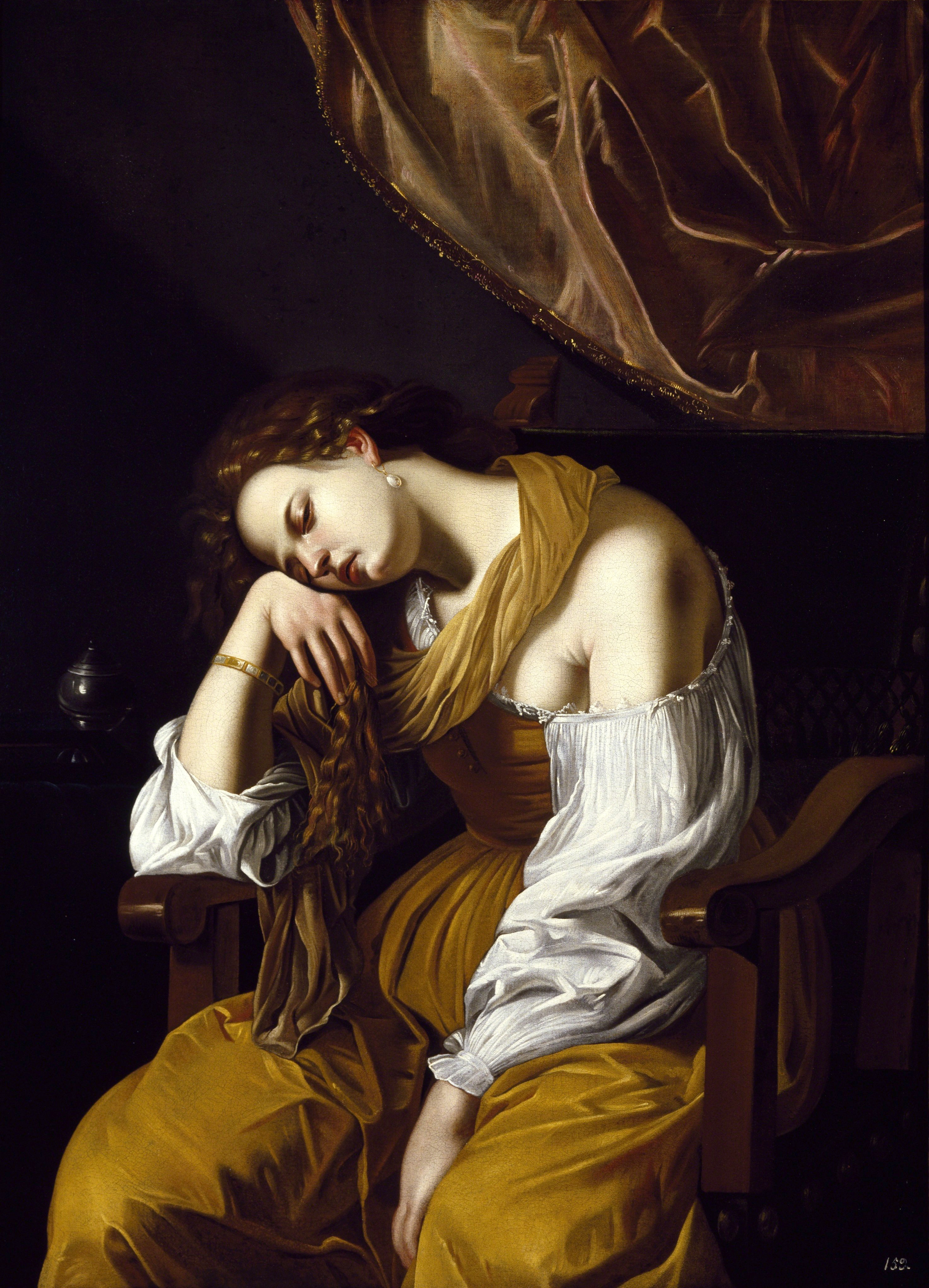
Artemisia Gentileschiová, Marie Magdalena jako Melancholie
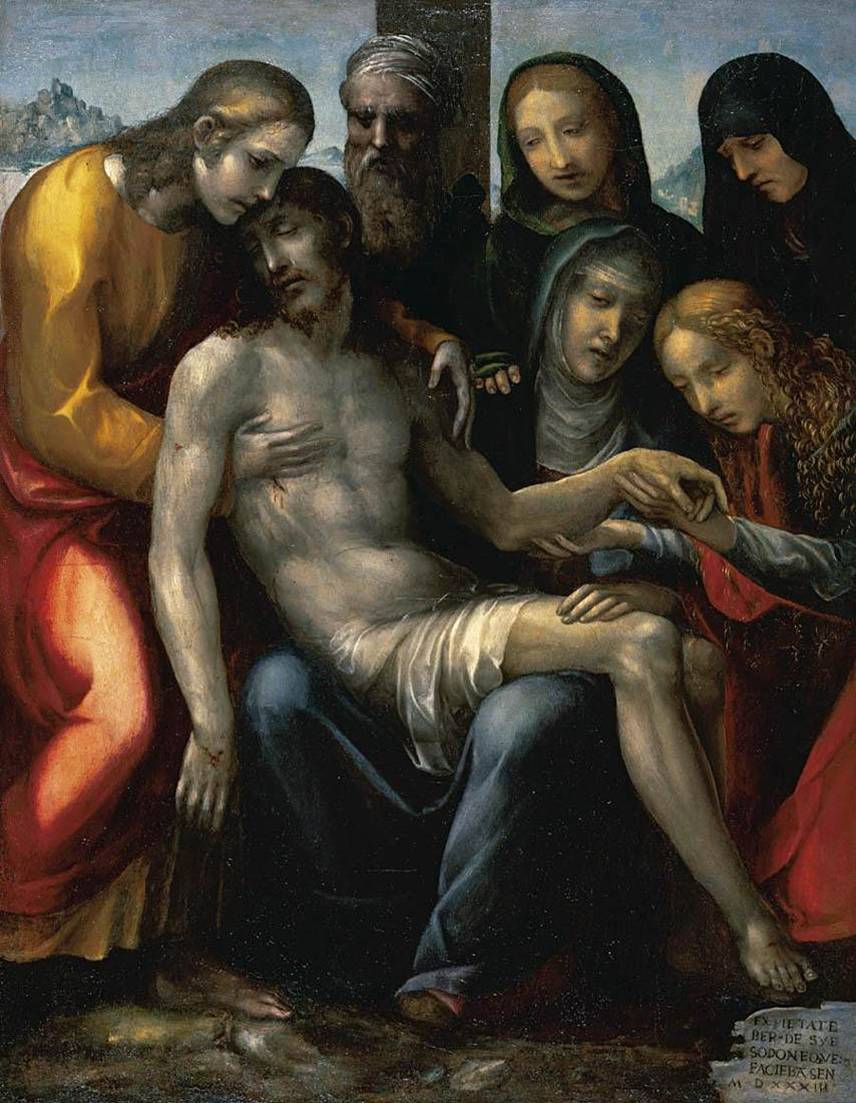
Il Sodoma, Pieta, 1533.
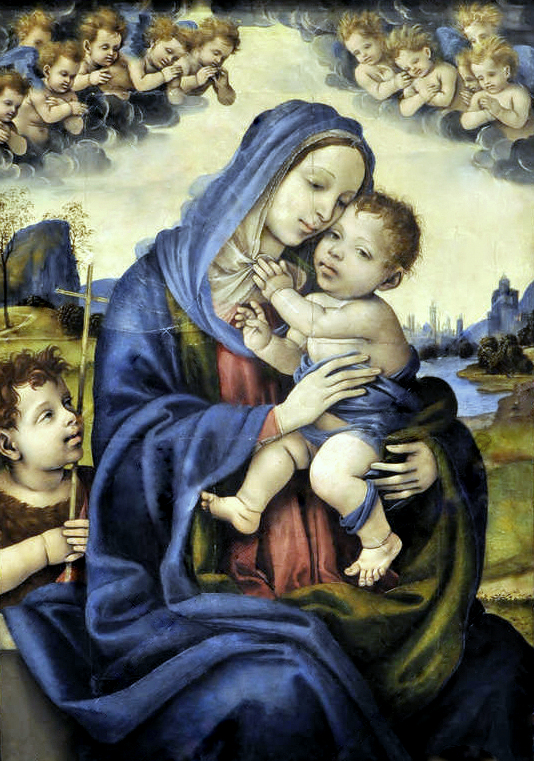
Filippino Lippi, Madona s Ježíškem a sv. Janem Křtitelem, 1502-1504.
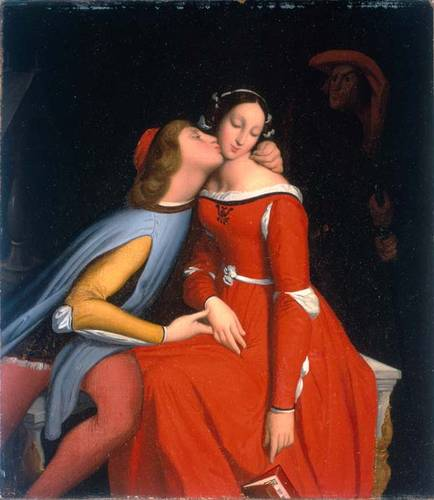
Jean-Auguste Dominique Ingres, Paolo a Francesca
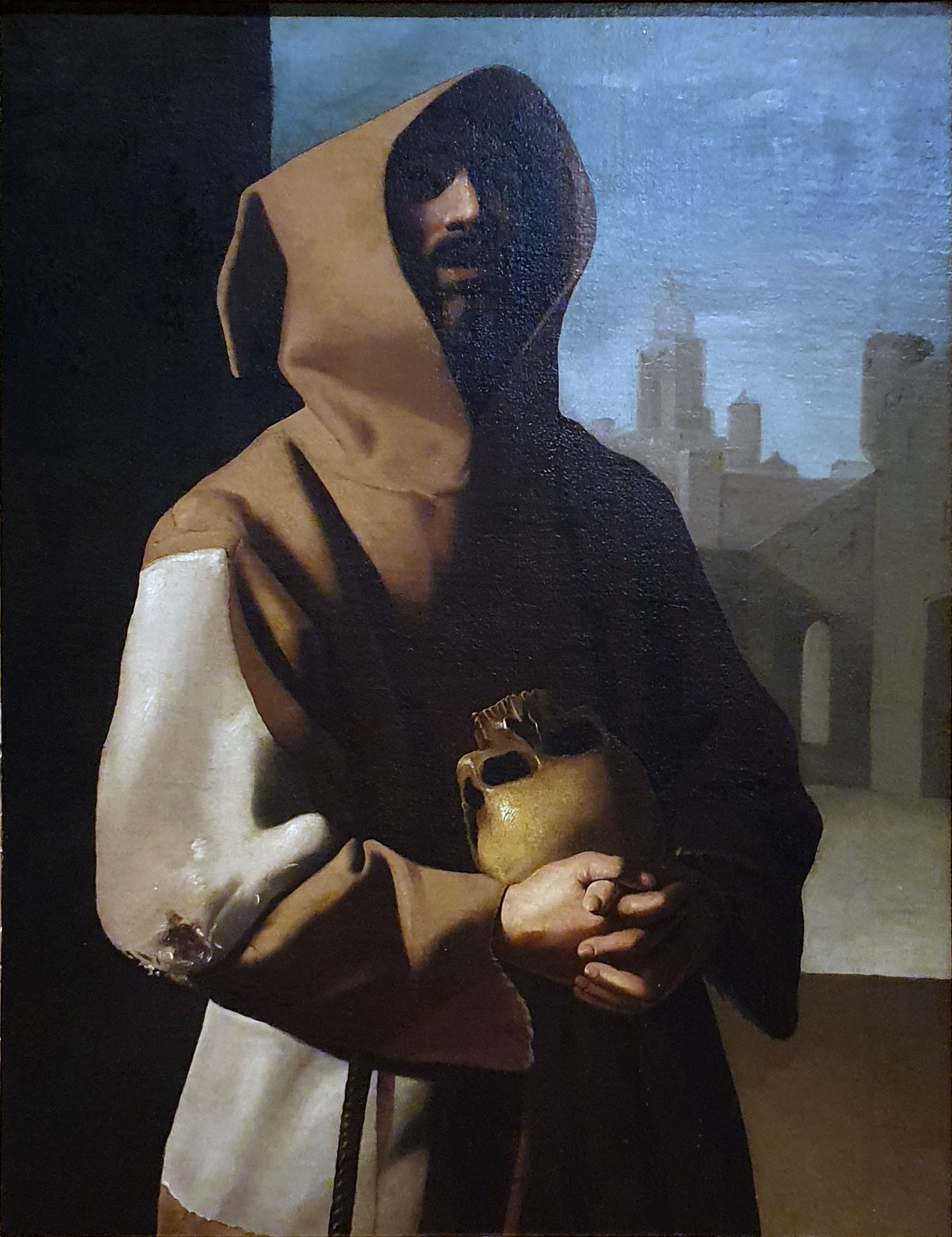
Francisco de Zurbarán, Sv. František z Assisi ve vytržení, 1635-1640.

### Od impresionismu k avantgardě

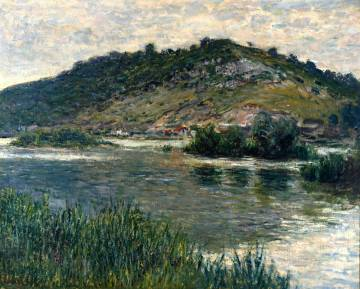
Claude Monet, Krajina v Port-Villez, 1883
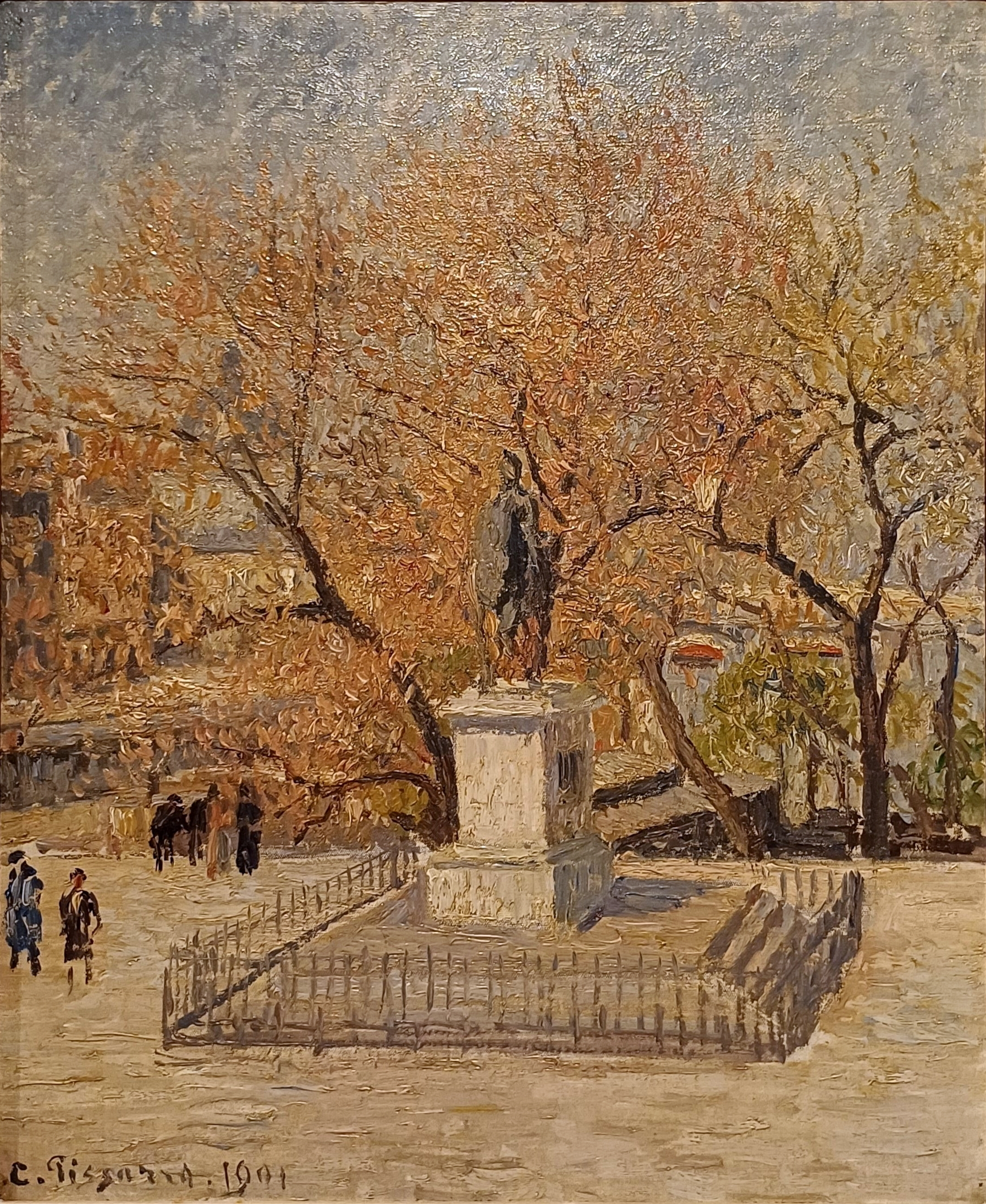
Camille Pissarro, Socha Jindřicha IV., 1901
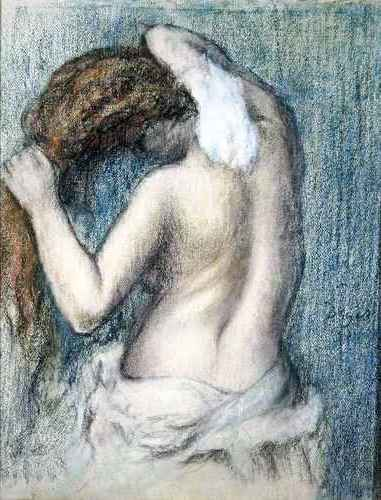
Edgar Degas, Myjící se žena, asi 1906
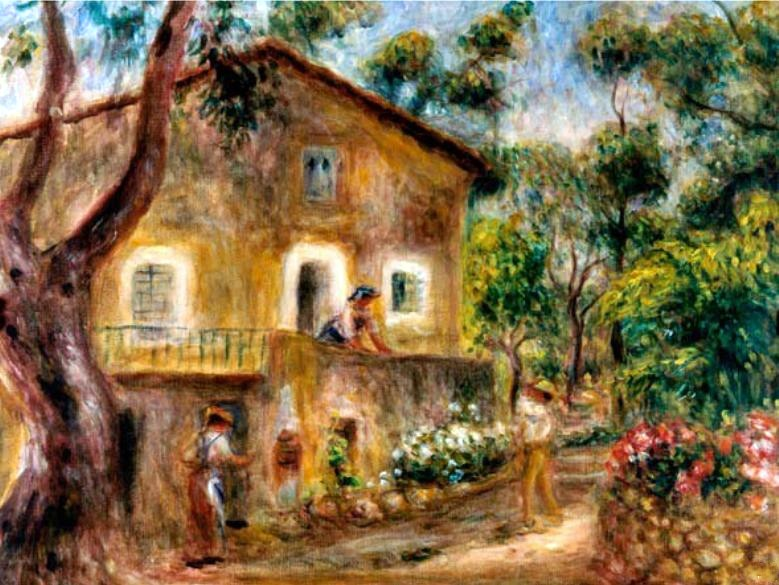
Auguste Renoir Collettin dům v Cagnes, 1912
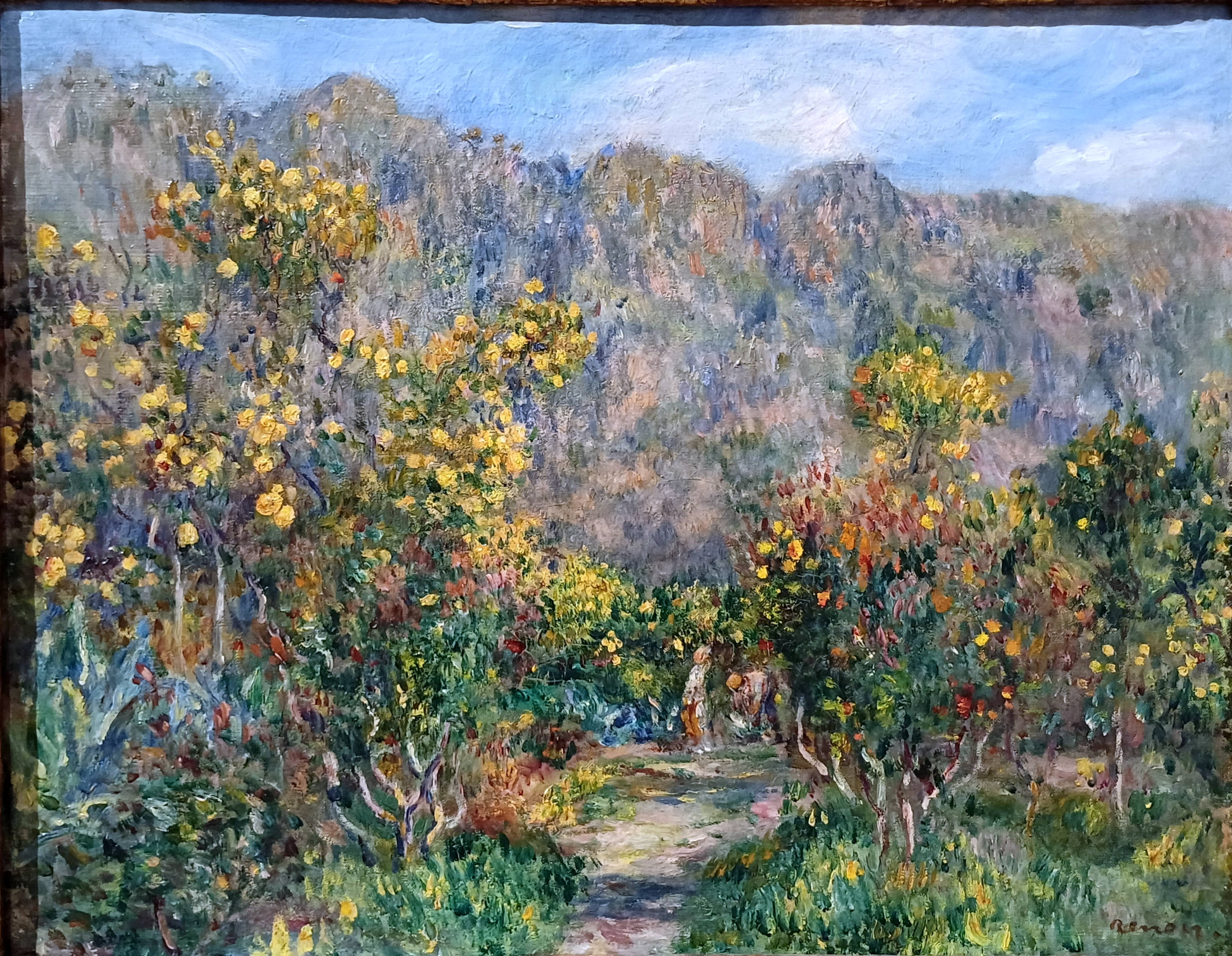
Auguste Renoir, Krajina s mimózami, 1912
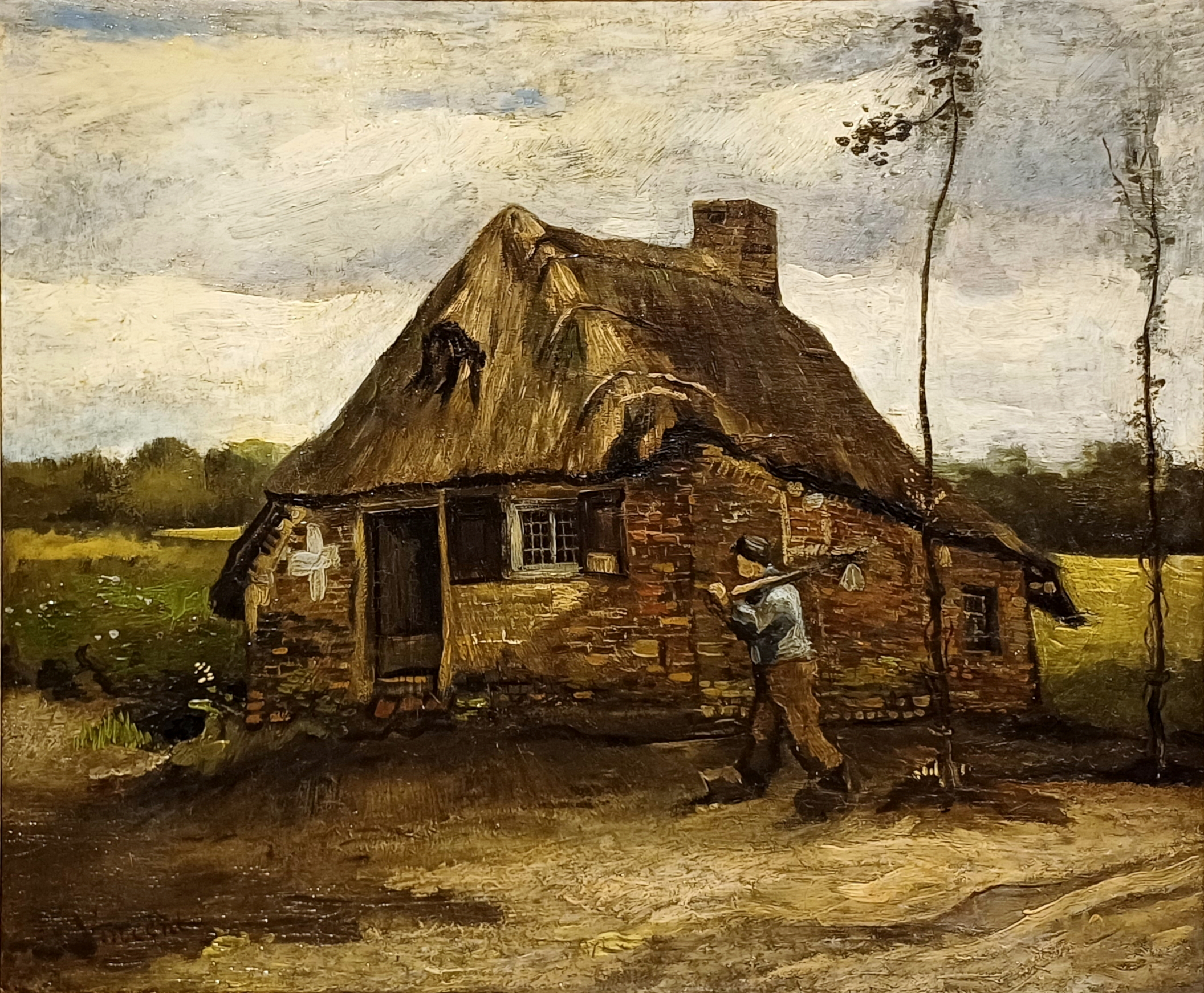
Vincent van Gogh, Chalupa a rolník
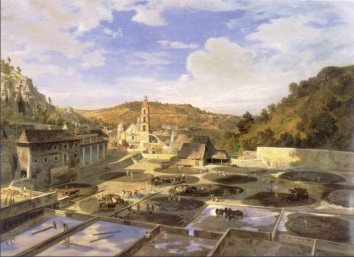
Eugenio Landesio, Dvůr na Hacienda de Regla (1857) by

### Auguste Rodin

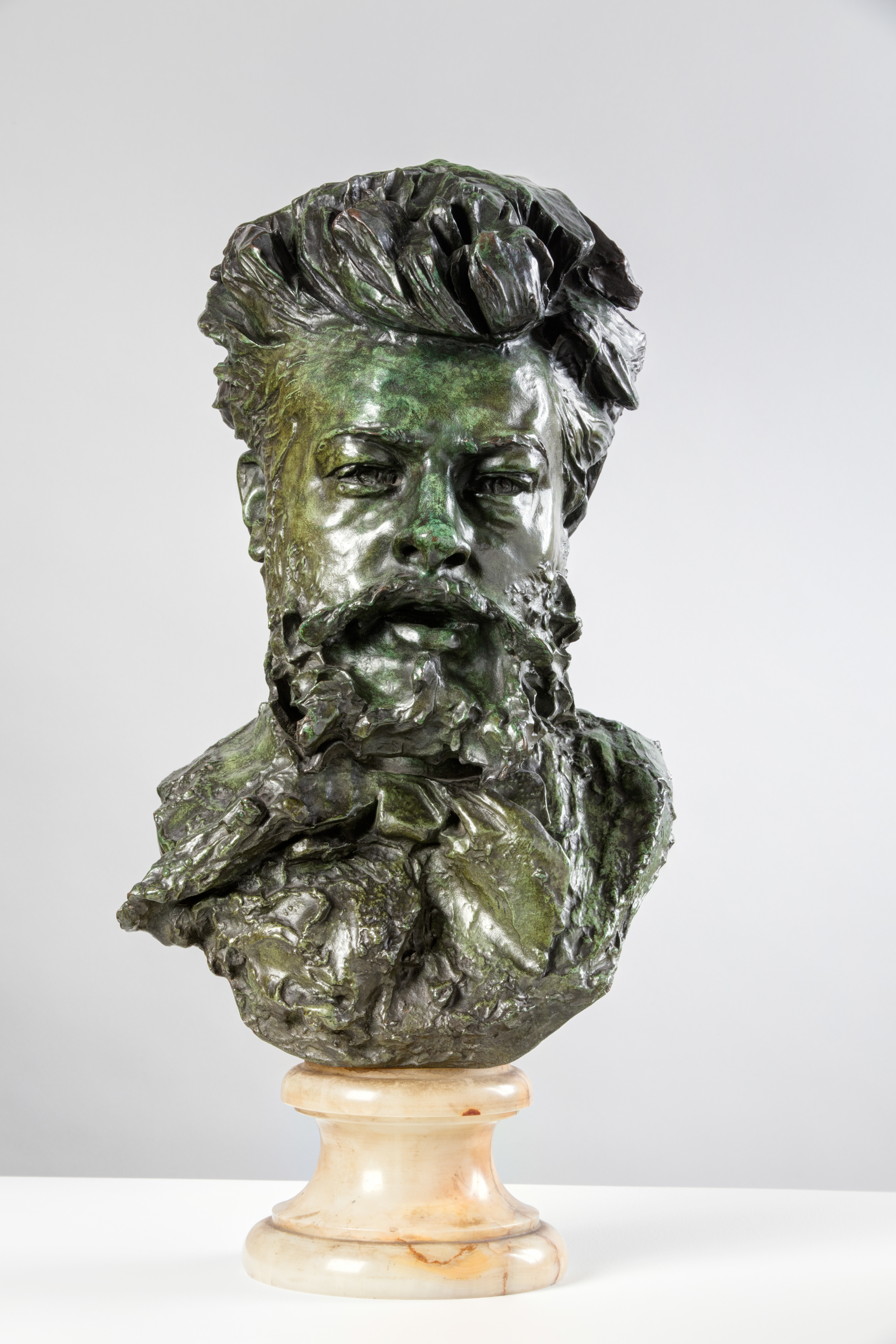
Busta Maurice Haquetta
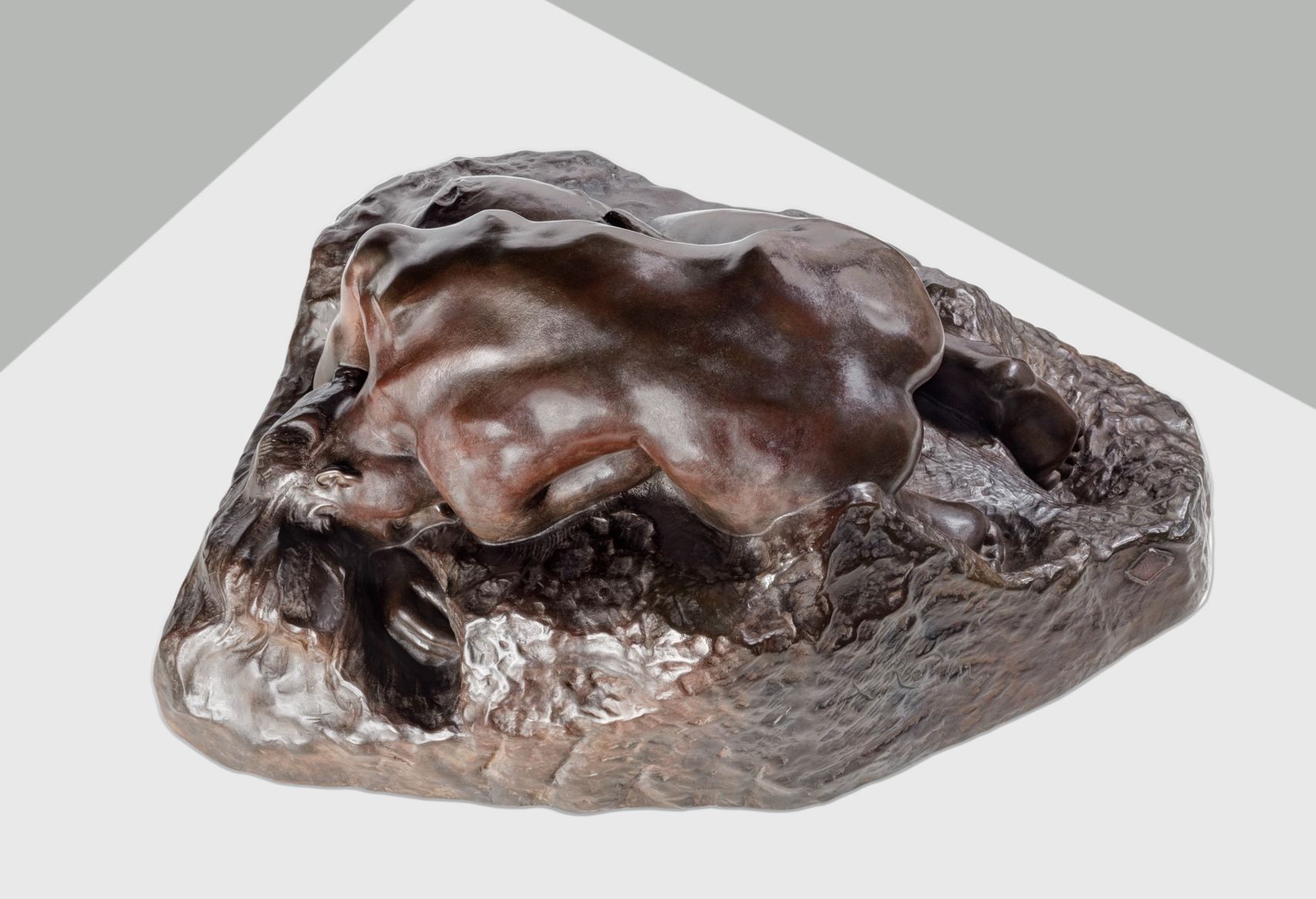
Danaovna
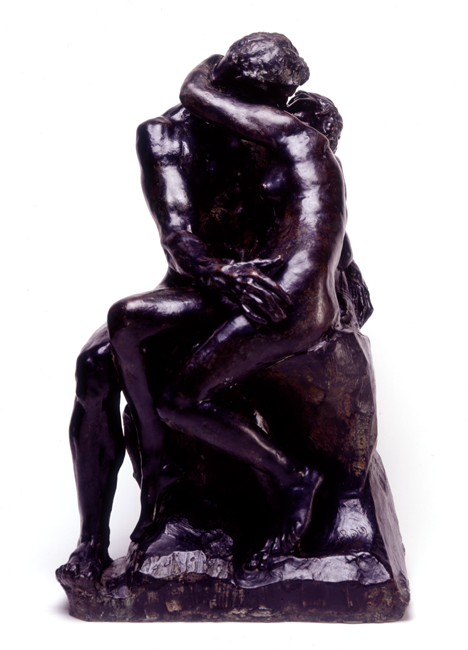
Polibek
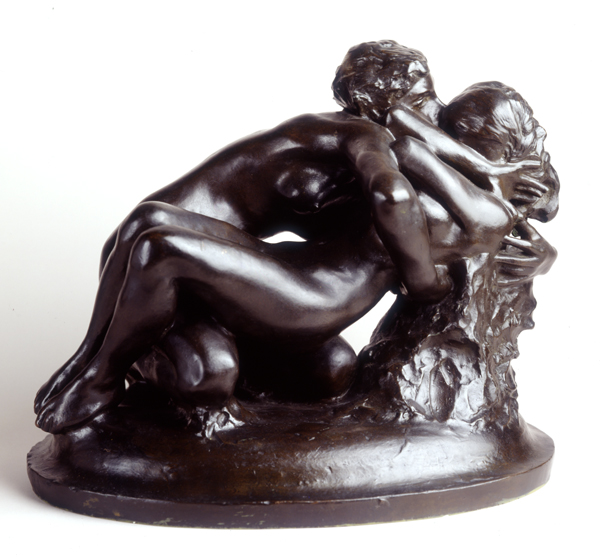
Ovidiovy Metamorfózy
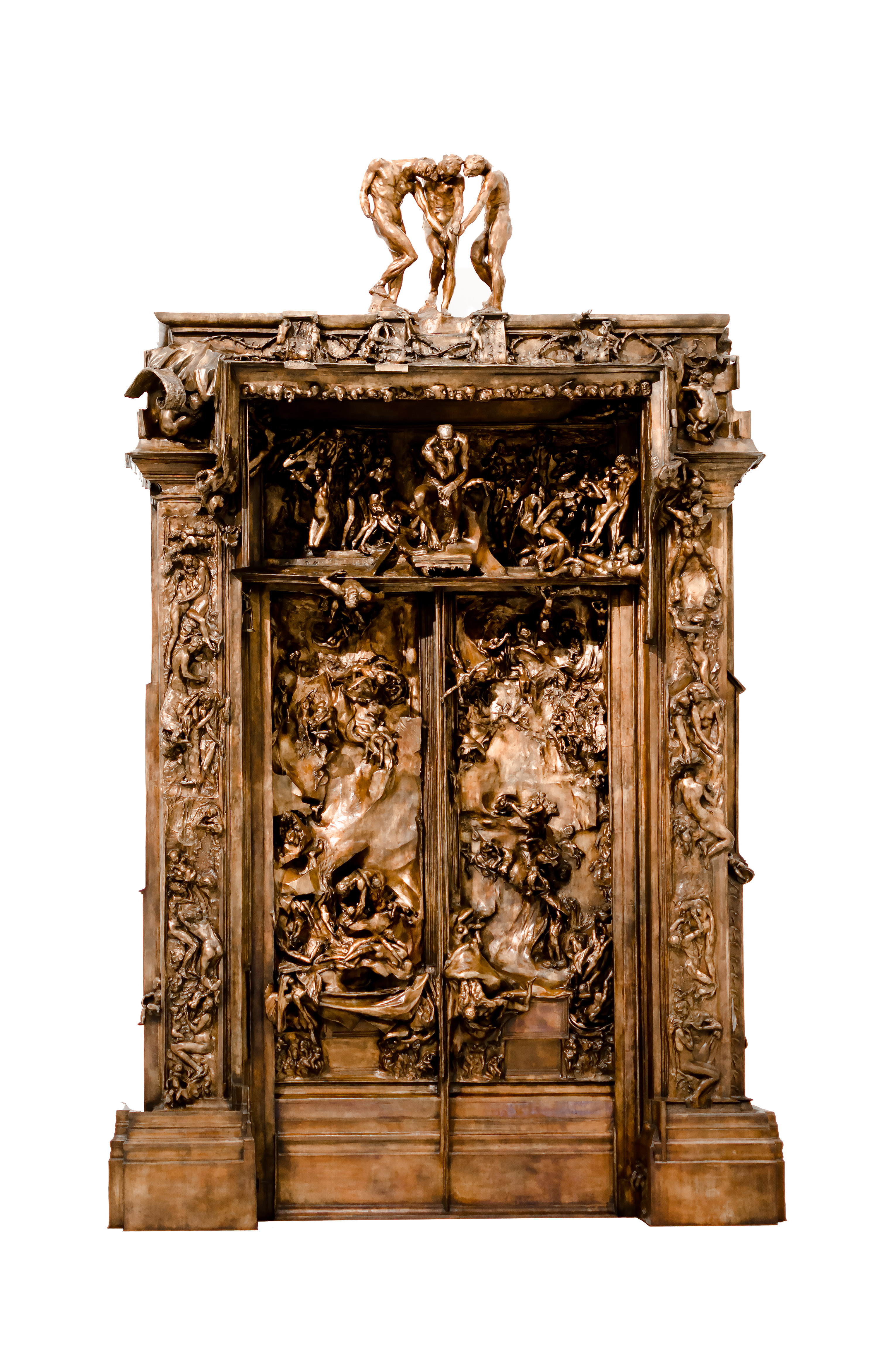
Pekelná brána